# Luigi La Porta
Luigi La Porta (Palermo, 30 novembre 1830 – Monte Porzio Catone, 24 luglio 1894) è stato un patriota, politico e militare italiano.
Fu senatore del Regno d'Italia nella XVIII legislatura.

## Biografia
Giovanissimo aderì nel 1848 ai moti palermitani contro i Borbone ed a quelli calabresi: catturato dalla polizia borbonica fu incarcerato a Napoli. Nel 1860 partecipò alla campagna nell'Italia meridionale inquadrato nella quarta compagnia di Giuseppe La Masa. Si distinse per valore nella presa di Palermo, nella battaglia del Volturno e nell'assedio a Capua ove rischiò di farsi ammazzare durante un intrepido assalto.
Fu nominato al grado di tenente colonnello comandante un battaglione di picciotti catanesi inquadrato nella brigata di Stefano Türr e ministro della Guerra del governo dittatoriale di Giuseppe Garibaldi. Nel 1861 fu eletto deputato nel collegio di Girgenti (oggi Agrigento), si dimise il 7 gennaio 1864, ma, rieletto il 22 gennaio 1864, fu deputato nello stesso collegio fino al 1892, anno in cui fu nominato senatore.
Nella guerra del 1866 nominato tenente colonnello fu dapprima assegnato al quartier generale di Garibaldi, poi, il 3 luglio, subentrò al tenente colonnello Luigi Bossi, come comandante il 7º reggimento del Corpo Volontari Italiani, quando quest'ultimo fu destituito dal comando da Garibaldi per aver fatto compiere al suo reggimento una marcia disastrosa da Brescia a Salò.
Fu insignito della croce di ufficiale dell'Ordine militare di Savoia “per buone disposizioni date nei diversi servizi affidati al suo reggimento e per lo zelo mostrato, in tutta la campagna”. Seguì nuovamente Garibaldi nella campagna dell'Agro Romano del 1867.